# Der Kiebitz
Der Kiebitz (Originaltitel: The Kibitzer) ist eine US-amerikanische Filmkomödie aus dem Jahr 1929 von Edward Sloman mit Harry Green und Mary Brian in den Hauptrollen. Das Drehbuch des Pre-Code-Films basiert auf dem Bühnenstück The Kibitzer von Jo Swerling und Edward G. Robinson.

## Handlung
Der jüdische Tabakhändler Ike Lazarus macht allabendlich den Kiebitz, wenn sich seine Freunde im Laden zum Binokelspielen treffen. Seine Tochter Josie, die mit Eddie Brown verlobt ist, geht mit Bert Livingston, dem Sohn eines Finanziers, zu einem Pferderennen. Ike und Eddie folgen ihnen dorthin, und Eddie verliert sein Geld durch einen „heißen Tipp“, den Ike ihm gegeben hat. Als Josie droht, mit Bert durchzubrennen, geht ihr Vater zu James Livingston, Berts Vater, und vereitelt den Plan. Als Belohnung gibt Livingston Ike einige Aktien eines Stahlunternehmens. Der Markt steigt, dann fällt er, aber Ikes Bruder verkauft die Aktien unabsichtlich zum Höchstwert. Mit dem erworbenen Vermögen finanziert Ike eine Garage für Eddie, der glücklich wieder mit Josie vereint ist.

## Hintergrund
Jo Swerling und Edward G. Robinson haben gemeinsam das Theaterstück geschrieben, auf dem dieser Film basiert. Robinson spielte auch die Rolle des Ike Lazarus in der Broadway-Produktion, die am 18. Februar 1929 Premiere hatte. Es kam zu Meinungsverschiedenheiten zwischen Robinson und dem Produzenten des Stücks, Patterson McNutt, die zu einem Schiedsverfahren über Robinsons Vertrag und den möglichen Verkauf der Filmrechte führten. Am 5. Juni 1929 wurde berichtet, dass Robinson versucht hatte, den Verkauf dieser Rechte zu verhindern, da er einen Anteil von zehn Prozent hielt. Swerling hatte jedoch einen größeren Anteil, ebenso wie J. C. Nugent, der Überarbeitungen des Bühnenstücks schrieb. William Slavens McNutt, der Bruder von Patterson McNutt, hatte ebenfalls am Schreiben des Stücks mitgewirkt und besaß einen Anteil von 7,5 Prozent der Tantiemen. In dem Schiedsverfahren wurde entschieden, dass Robinsons Anteil nicht groß genug war, um den Verkauf der Filmrechte zu verhindern, wofür die anderen Anteilseigner waren.
Ein weiterer Konflikt im Zusammenhang mit dem Stück drehte sich um Anschuldigungen des Schriftstellers und Journalisten Jack Lait, die Autoren von The Kibitzer hätten aus seiner Kurzgeschichte The Soul of a Heel geklaut, wie aus einer Pressemeldung vom 3. März 1929 hervorgeht. Im Oktober 1950 schrieb Lait über den Vorfall und gab an, die Angelegenheit sei durch eine finanzielle Vereinbarung mit den Theaterproduzenten geklärt worden. Er behauptete auch, Swerling sei zu der Zeit, als er The Soul of a Heel schrieb, ein „vertrauenswürdiger Mitarbeiter“ gewesen.
Die Verfilmung des Stücks wurde am 7. Juni 1929 angekündigt. Am 19. Juni 1929 wurde berichtet, dass der Beginn der Dreharbeiten unmittelbar bevorstünde, was am 6. Juli 1929 bestätigt wurde. Zusätzlich zu den Dreharbeiten in Hollywood wurden auch Außenaufnahmen auf einer Pferderennbahn in Riverside (Kalifornien) gedreht. 
Der Film wurde Anfang September 1929 fertiggestellt. Am 14. September 1929 wurde berichtet, dass eine Kinoveröffentlichung aufgrund einer Klausel im Filmrechtevertrag bis zum 17. Januar 1930 nicht erlaubt sei.
Der Song Just Wait and See Sweetheart stammte von Richard A. Whiting und Leo Robin.

## Veröffentlichung
Die Premiere des Films fand am 20. Dezember 1929 in New York statt. 1930 kam er in Österreich in die Kinos.

## Kritiken
Mordaunt Hall von der The New York Times befand, der Film biete viele gute Lacher. Mr. Green komme mit dieser Komödie sehr gut zurecht, und seine Unverschämtheiten, bzw. die von Mr. Lazarus, kennen keine Grenzen.
Im Magazin Harrison's Report hieß es, dass die Lacher erst im Laufe des Filmes ansteigen. Viele der komödiantischen Episoden seinen Unsinn, aber amüsant.

## Auszeichnungen
Der Film wurde 1929 mit zwei Photoplay Awards für den besten Film und den besten Darsteller (Harry Green) ausgezeichnet. 